# ハトゥナ・スヒルトラーゼ

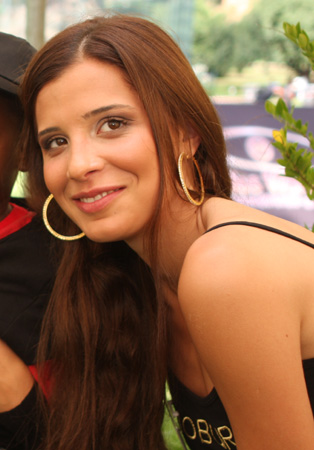
ハトゥナ・スヒルトラーゼ

ハトゥナ・スヒルトラーゼ（グルジア語: ხათუნა სხირტლაძე、Khatuna Skhirtladze、1990年 ‐ ）はグルジアのトビリシ出身の2008年にミス・グルジアとなった人物。
グルジアからの代表としてミス・レジャー2008に出場しており、ミス・インターコンチネンタル2008ではトップ15入りを果たしている。また2008年に南アフリカのヨハネスブルクで開催されたミス・ワールド2008にも出場した。